# Wolfram Kaiser
Wolfram Kaiser (* 1. Mai 1966) ist ein deutscher Historiker und Professor für Europastudien an der Universität Portsmouth.

## Leben
Kaiser ist Professor an der Universität Portsmouth und Gastprofessor am Europakolleg in Brügge.
Sein Interesse gilt der Europäischen Union und der transnationalen Dimension der europäischen und Globalgeschichte seit dem 19. Jahrhundert. Zu der sechsbändigen großen Geschichte des Einigungsprozesses hat er einen Band Writing the Rules for Europe. Experts, Cartels, and International Organizations mit dem Herausgeber der Reihe Johan Schot (Utrecht) verfasst. Weitere Vertreter dieses neuen Konzepts einer europäischen Integrationsgeschichte sind der Herausgeber Philip Scranton, die Autoren Martin Kohlrausch, Helmuth Trischler, Ruth Oldenziel, Mikael Hård, Per Högselius, Erik van der Vleuten, Maria Paula Diogo, Dirk van Laak, Andreas Fickers und Pascal Griset.

## Schriften (Auswahl)
- mit L. Bardi et al.: The European Ambition. The Group of the European People's Party and European Integration, Nomos (2020), ISBN 978-3-8487-6767-0.
- Shaping European Union. The European Parliament and Institutional Reform, 1979–1989, European Parliament Research Service (2018), ISBN 978-92-846-3461-3.
- Writing the Rules for Europe. Experts, Cartels, and International Organizations, Palgrave Macmillan (2014).
- mit Stefan Krankenhagen und Kerstin Poehls: Exhibiting Europe in Museums. Networks, Collections, Narratives, and Representations, Berghahn (2014), ISBN 978-1-78533260-9.
- mit Stefan Krankenhagen und Kerstin Poehls: Europa ausstellen. Das Museum als Praxisfeld der Europäisierung, Boehlau (2012), ISBN 978-3-412-20888-2.
- Christian Democracy and the Origins of European Union, Cambridge University Press (2007). ISBN 978-0-52117397-1.
- Using Europe, Abusing the Europeans. Britain and European Integration, 1945–63, Palgrave Macmillan (1999), ISBN 0-333-64942-7.
- Großbritannien und die Europäische Wirtschaftsgemeinschaft 1955–1961. Von Messina nach Canossa. De Gruyter (1996), ISBN 978-3-05002736-4.

### Herausgeber (Auswahl)
- mit Jan-Henrik Meyer: International Organizations and Environmental Protection. Conservation and Globalization in the 20th century. Making Europe. Technology and Transformations, 1850–2000. New York, Berghahn (2017, TB 2019).
- mit J.-H. Meyer: Societal Actors in European Integration. Polity-Building and Policy-Making 1958–1992. Basingstoke, Palgrave Macmillan (2013).
- mit J.-H. Meyer: Non-State Actors in European Integration in the 1970s. Towards a Polity of Transnational Contestation. Special Issue 10 (3) (2010).
- mit Brigitte Leucht und Michael Gehler: Transnational Networks in Regional Integration. Governing Europe 1945–83. Basingstoke, Palgrave Macmillan (2010).
- mit Antonio Varsori: European Union History. Themes and Debates. Palgrave, Basingstoke (2010).
- Networks in European Union Governance. In: Journal of Public Policy. Special Issue 29 (2) (2009).
- mit Brigitte Leucht und Morten Rasmussen: The History of the European Union. Origins of a Trans- and Supranational Polity 1950–72. Routledge (2009).
- mit Christopher Clark: Culture Wars. Secular–Catholic conflict in Nineteenth-Century Europe. Cambridge, Cambridge University Press (2003).

## Einzelbelege
1. ↑  Writing the Rules for Europe. Abgerufen am 30. September 2020 (englisch).
2. ↑  Making Europe book series: Explore the collection. Abgerufen am 30. September 2020 (englisch).

| Personendaten    | Personendaten                                  |
| ---------------- | ---------------------------------------------- |
| NAME             | Kaiser, Wolfram                                |
| KURZBESCHREIBUNG | deutscher Europahistoriker und Hochschullehrer |
| GEBURTSDATUM     | 1. Mai 1966                                    |